# Buglossoides incrassata
Buglossoides incrassata är en strävbladig växtart. Buglossoides incrassata ingår i släktet sminkrötter, och familjen strävbladiga växter.

## Underarter
Arten delas in i följande underarter:
- B. i. incrassata
- B. i. splitgerberi

## Bildgalleri

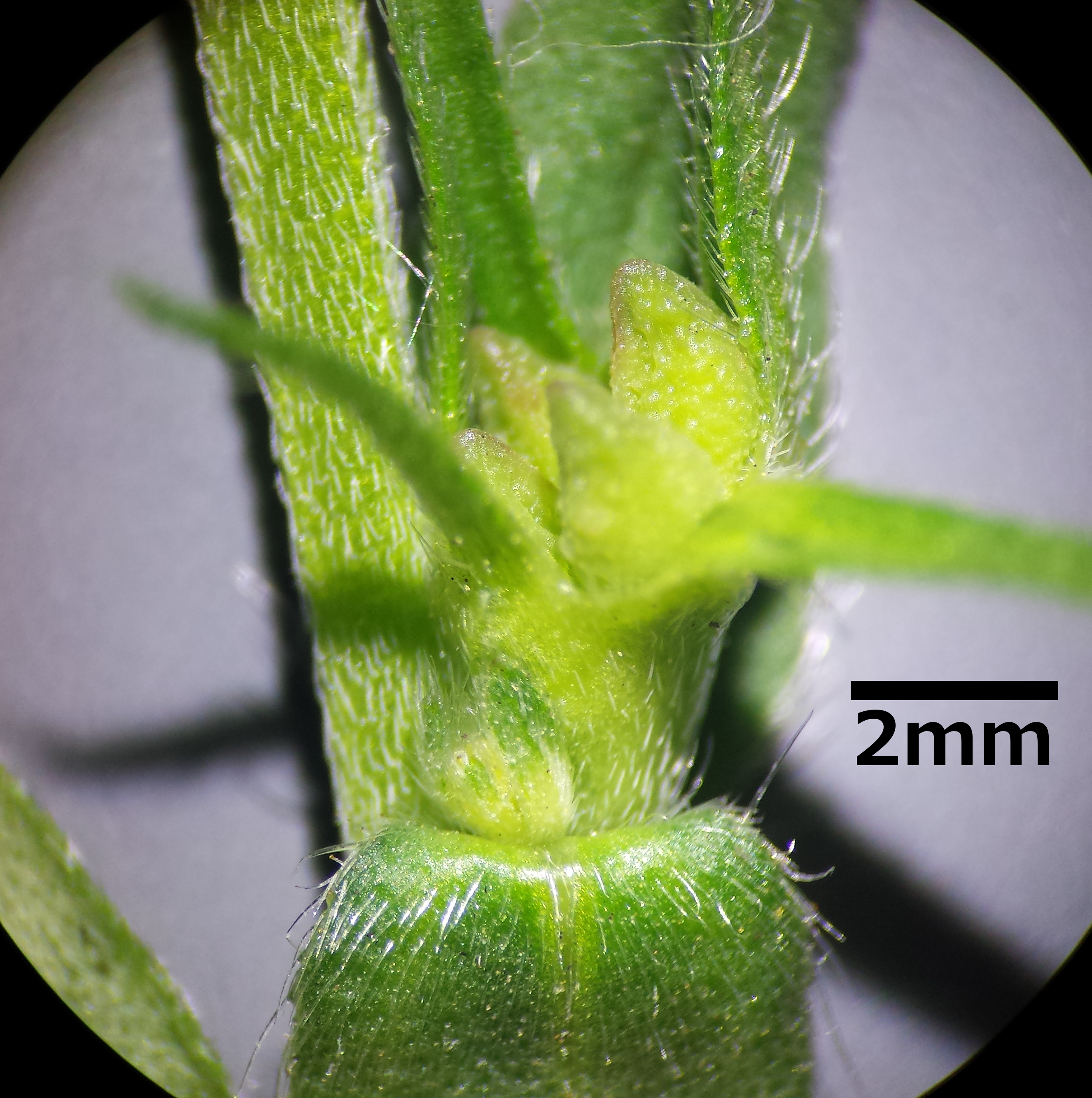
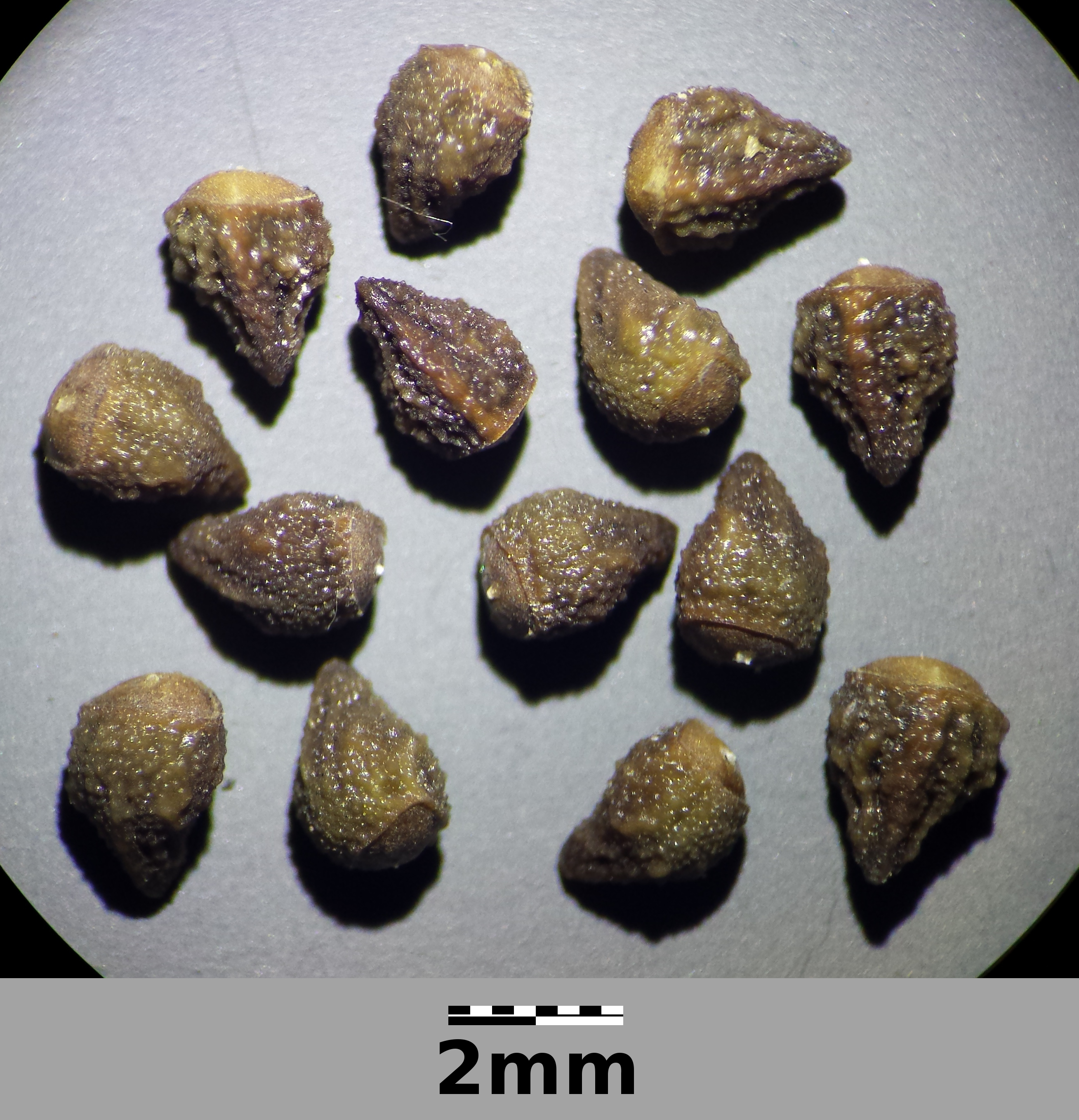
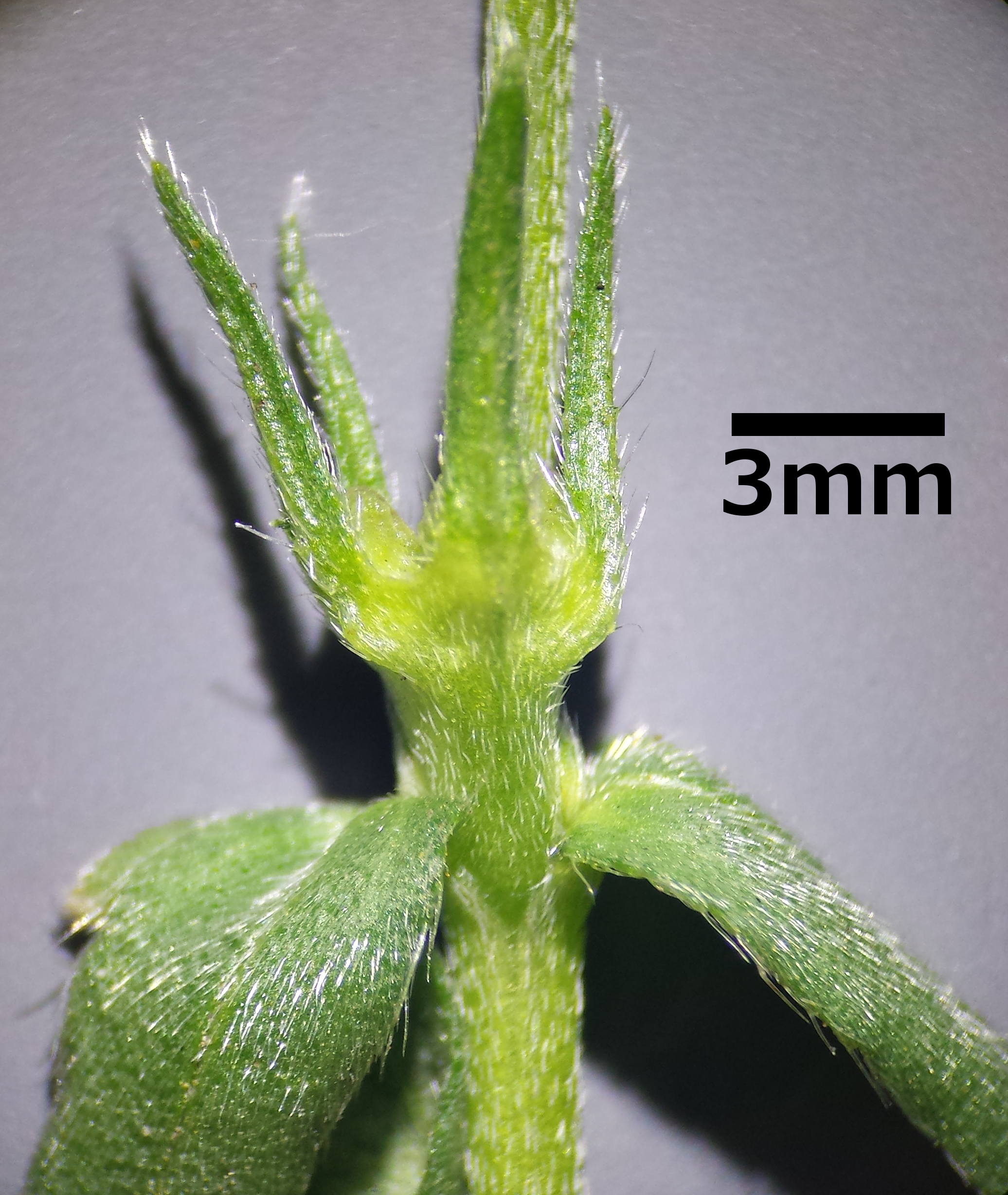
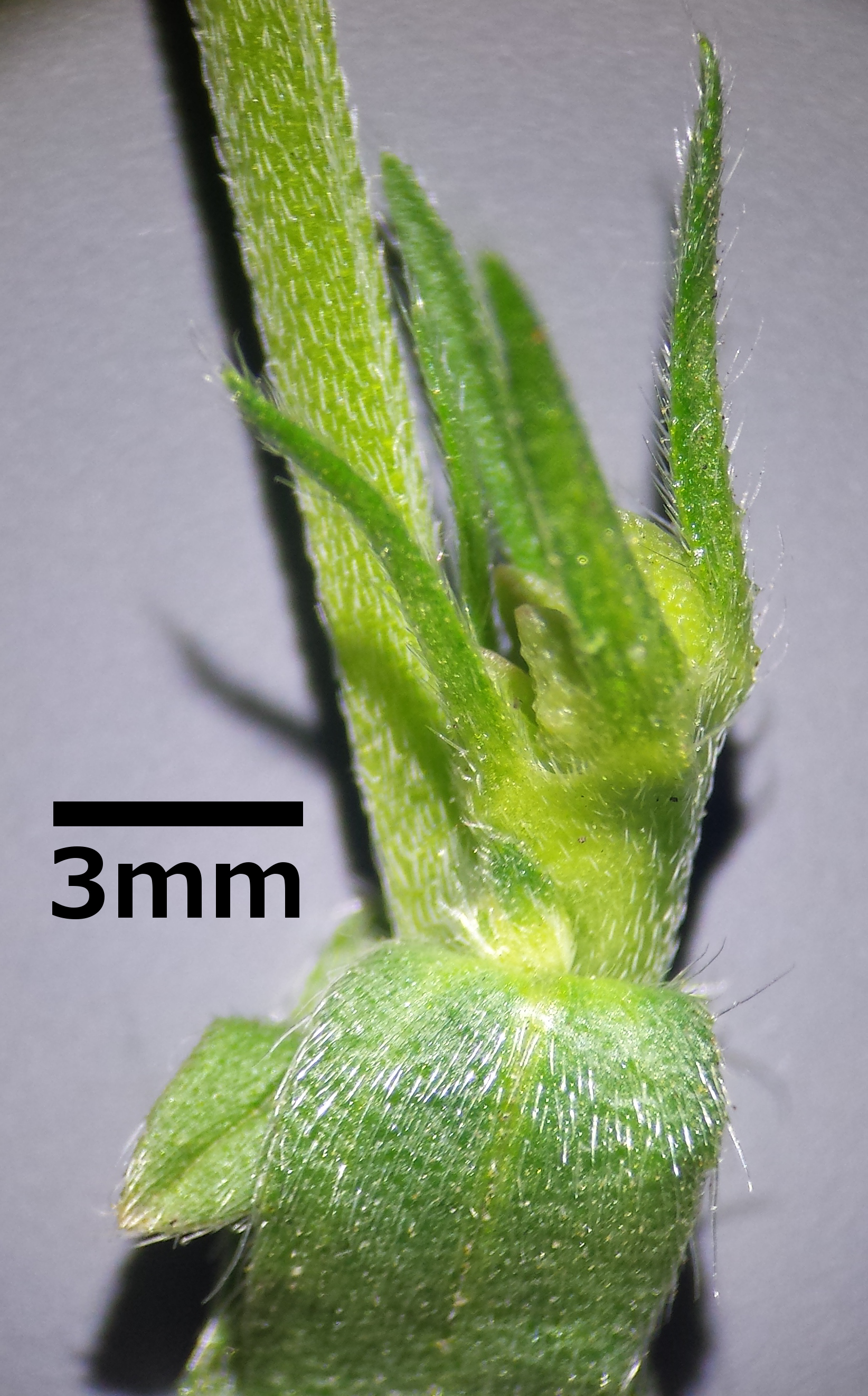
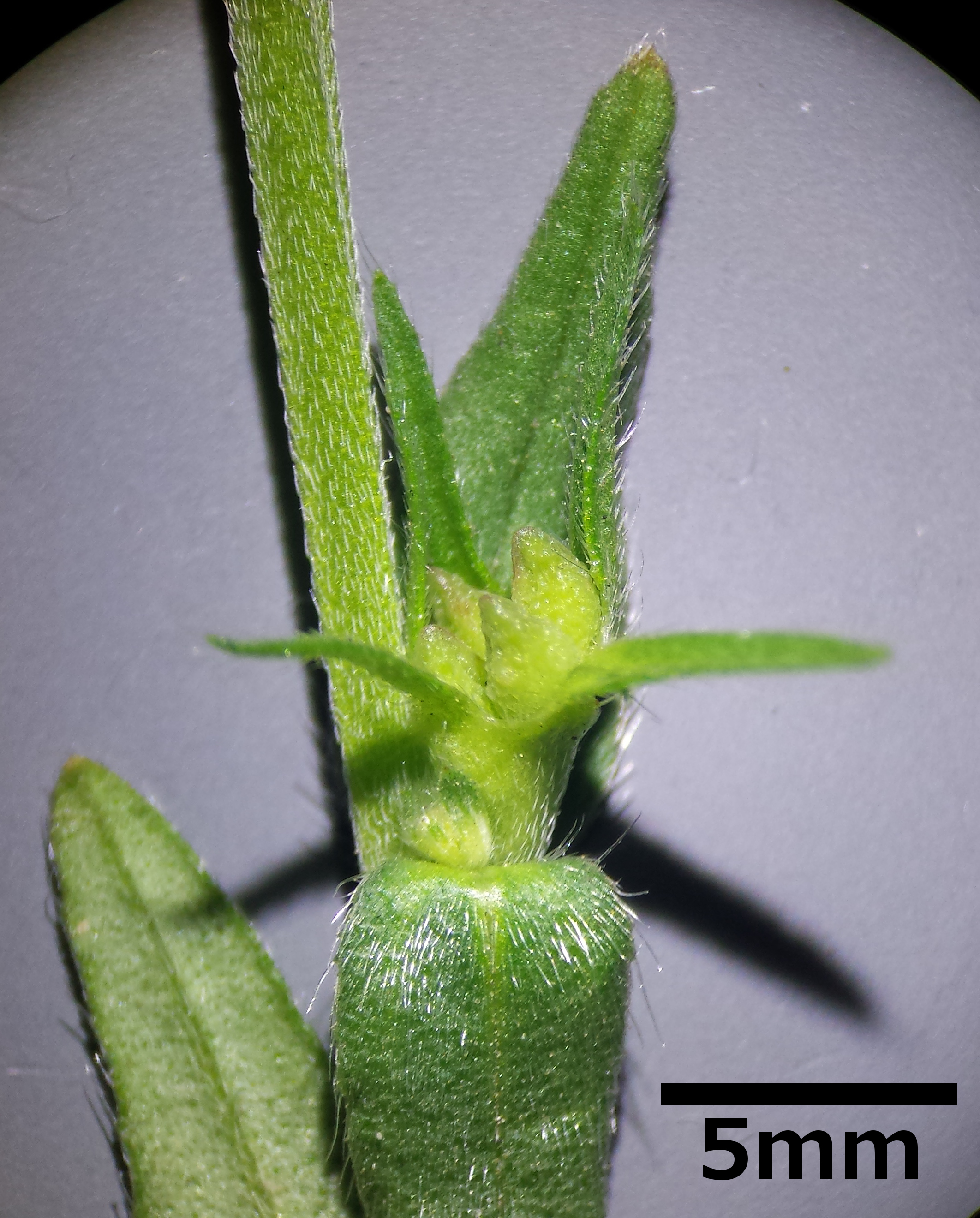
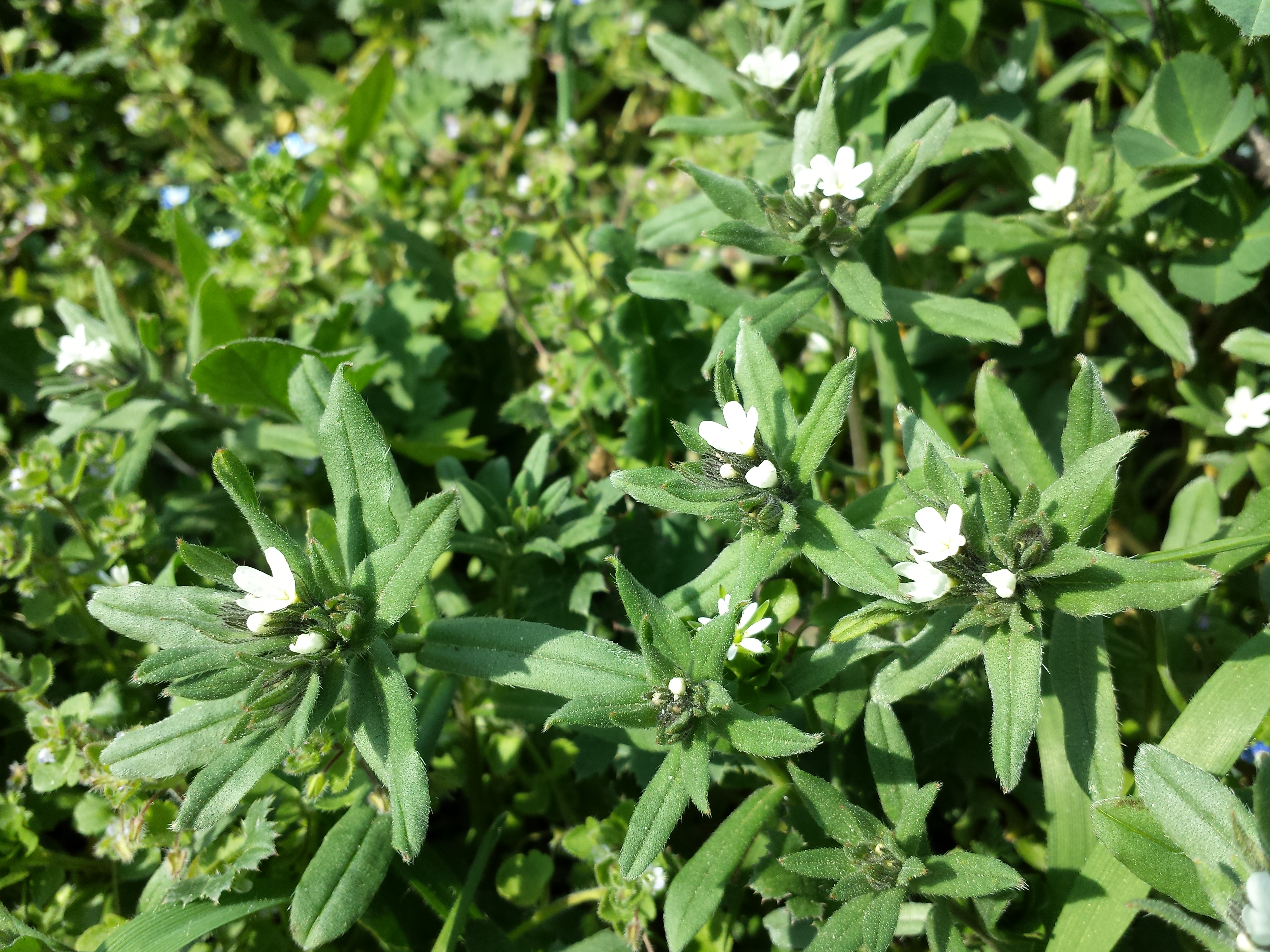